# Zamek w Piszu
Zamek w Piszu, potocznie: zamek piski – zamek, który znajdował się w Piszu, na prawym, zachodnim brzegu Pisy. Zniszczony podczas II wojny światowej, rozebrany w latach sześćdziesiątych XX wieku.

## Historia

### Dwór drewniany
Historia zamku piskiego sięga 1268 roku, kiedy wybudowano „umocniony dom myśliwski”. Jednak data ta jest mało prawdopodobna, aby przed zakończeniem podboju ziem pruskich (1283 r.) powstała krzyżacka warownia na tak odległych terenach, jakimi była ówczesna Galindia. Przypuszczać można, że w okresie od 1289 do 1344 roku bracia Zakonu Najświętszej Marii Panny wznieśli, w miejscu pruskiego grodu, na prawym, zachodnim brzegu Pisy, obronny, drewniano–ziemny dwór, którym zarządzał zakonny prokurator podległy komturowi w Bałdze.

Już w niedługim czasie zamek został zdobyty przez Kiejstuta (stryja Jagiełły) w odwecie za wyprawę Krzyżaków na Litwę, podczas której porwano syna Kiejstuta. Tak to opisuje Wigand z Marburga: 

[pod rokiem 1361] Potem Kinstut [Kiejstut] zdobył z poganami Johannisburg i w perzynę go obrócił do gruntu. I dowiedziano się potem, że rządca zamku wraz z towarzyszem swoim ukryli się byli w lamusie, które to miejsce dobyto i ich wzięto; nazwisko rządcy było Jan Kolin. Wiele przytem król chrześcijanom przed wspomnianym zamkiem złego narobił.

 Z powyższego fragmentu można wywnioskować, że w czasie oblężenia zamek został wzięty szturmem, a część załogi z prokuratorem Johanem Collynem na czele schroniła się w wieży oddalonej nieco od murów, służącej jako szalet. Wieżę tę, zwaną gdanskem, również spalono, co zmusiło Collyna do poddania się.

Po zdobyciu Pisza Kiejstut wyruszył na zamek w pobliskim Okartowie, który w równie łatwy sposób zdobył. W niedługim czasie prokurator powrócił z Litewskiej niewoli i w 1365 r. został ponownie zaatakowany przez Kiejstuta, Collyn znowu schronił się w tej samej wieży. Litwini, żeby go stamtąd wyciągnąć, napełnili łodzie oblanym smołą drewnem, podpalili je i skierowali na basztę w taki sposób, aby dym i płomienie wypełniały ją. A tak zilustrował to zajście w swojej kronice Wigand z Marburga: 

tegoż roku [1365] Kynstut [Kiejstut] mocno dobywa Johannisberga i dobył go, rządca [zamku] zaś ze swymi uciekł kloaką [mowa tu o wieży kloacznej, po niem. Dansker]. Były też tam statki, za pomocą których szkodę robili Litwini, bo je drzewem i smołą pozabijali i pod kloakę zaprowadzili, wiatr zaś ognień wzniósł do góry. Przełożony Jan Collint [w innych źródłach: Collin] wraz ze swymi ratował się z zamku i spalili go [tj. zamek].

 Collin ratował się ucieczką, a Kiejstut udał się do Okartowa, gdzie doszczętnie zniszczył tamtejszy zamek, którego już nie odbudowano.

### Zamek murowany
W latach siedemdziesiątych XIV wieku zbudowano nowy, tym razem już murowany zamek. Zastosowano jak na owe czasy nowoczesną technologię. Zbudowano zamek w trudno dostępnym miejscu, wśród bagien i mokradeł, ale o sile obronnej decydowały silne umocnienia. W latach 1392 i 1393 z Pisza wyruszały wielkie eskapady przeciwko Mazowszu i Litwie. Wyprawom tym przewodził wielki marszałek Werner von Tettingen. Wyprawy były brutalne – mordowano bezbronnych rybaków, bartników, chłopów wieszano przed ich domostwami.
W czasie następujących potem wielkiej wojny 1410 r. oraz wojny głodowej w 1414 r. zamek pozostał na uboczu działań wojennych, mimo bliskiego sąsiedztwa polskiego. W latach 1431 i 1435 nastąpiła rozbudowa umocnień zamku. Polegała zapewne na dostosowaniu go walki z użyciem broni palnej, która w owym czasie wchodziła do powszechnego użycia. Najprawdopodobniej usypywano wały, pogrubiano mury, zbudowano być może wieże prochowe. Na początku wojny trzynastoletniej, jesienią 1455 r., prokuratoria zajęta przez siły powstańcze wolnych chłopów, którzy wystąpili przeciwko Krzyżakom. W toku dalszych wydarzeń zamek został obsadzony przez polskie oddziały zaciężne pod dowództwem Jana Skubela.
Na mocy II pokoju toruńskiego Pisz pozostał w granicach państwa zakonnego, mającego stolicę w Królewcu. Po pokoju toruńskim nastąpiły spokojne lata dla Pisza. Do czasu księcia Albrechta zamek zbytnio się nie zmieniał. Dopiero ten ostatni wielki mistrz, mający duże ambicje polityczne, rozbudował i wzmocnił go. Jednak w 1519 r. na początku ostatniej wojny polsko-krzyżackiej Pisz zajęły oddziały dowodzone przez starostę łomżyńskiego Pawła Brzeskiego, a zakonny prokurator Hans Kolbitz uciekł, przerażony do Szczytna. Rok później wojska krzyżackie odbiły zamek.
W roku 1525 obiekt stał się siedzibą książęcego starosty. Gościł tu też często pierwszy władca nowożytnych Prus – Albrecht Hohenzollern oraz jego następcy. Powody były różne, jednakże najczęstszym były polowania w Puszczy Piskiej. W 1538 roku przez dłuższy czas przebywał tu wraz z dworem książę, wypędzony z Królewca panującą tam zarazą. Wyjątkowe spotkania, mający polityczny i międzynarodowy charakter miały miejsce w 1698 i 1734 roku. W końcu XVII wieku Pisz odwiedził król Polski August II Mocny, którego przyjął na zamku książę Fryderyk III Hohenzollern. Drugie spotkanie ma związek z następcą Augusta, królem Stanisławem Leszczyńskim, który w obawie przed wojskami rosyjskim zbiegł z Gdańska do Pisza w przebraniu chłopskim, gdzie został rozpoznany i zatrzymany.
Pod koniec życia Albrechta, w 1561 roku rozpoczęto generalną przebudowę i rozbudowę zamku, kontynuowaną później w latach 1580-1585. Prace prowadził nadworny architekt Chritopher Römer z Królewca. Roboty budowlane objęły również zamkowe fortyfikacje, które z polecenia księcia Jerzego Wilhelma w 1628 roku umocnił inżynier Christian Rose. Prace przez niego prowadzone musiały mieć dużą skalę i wyszły na zewnątrz fosy zamkowej, skoro mieszkańcom obiecano w tym roku jako odszkodowanie po zajętym terenie łąkę z której usunięto darń, aby wykorzystać ją do budowy fortyfikacji. Prace prowadzono również w następnych latach. Prawdopodobnie powstało jakieś dzieło na zewnątrz. W roku 1647 przybył do Pisza książęcy mierniczy Wilhelm Treber, który miał za zadanie dokończyć rozbudowę zamku. Następna przebudowa miała miejsce w 1655 roku. Wówczas w związku z rozwojem artylerii, włączono w obręb fortyfikacji obszar lokowanego w 1646 roku miasta, tworząc rozległy, jednolity system obronny.
Zamek piski wyszedł obronną ręką z potopu szwedzkiego oraz z najazdu tatarskiego. Nie świadczy to jednak o jakiś nadzwyczajnych fortyfikacjach, ale o tym, że miasto w ogóle było bardzo dobrze przygotowane.
W 1679 r. wybuchł pożar a zamek uległ częściowemu zniszczeniu, które po dwóch latach odbudowano. Równocześnie ruszyły roboty fortyfikacyjne wykonane pod kierunkiem generała von Waldeck. Jego obecność świadczy o przywiązaniu dużej wagi do twierdzy przez władze pruskie. W pierwszej fazie ograniczyły się one do postawienia wokół miasta drewnianego parkanu, a następnie w latach 1679–1698 zrealizowano system fortyfikacji bastionowych, którego projekt oparto na wzorcu z podręcznika napisanego przez Adama Freytaga. Od 1686 do 1714 tytuł gubernatora twierdzy Johannisburg nosił hrabia Rzeszy Carl Wilhelm Finck von Fincensten. 4 czerwca 1698 roku rozpoczął się w Piszu zjazd króla Polski Augusta II Mocnego oraz króla Prus Fryderyka III. Wtedy już twierdza była najprawdopodobniej ukończona.
W 1709 roku twierdza opustoszała. W wyniku epidemii dżumy przy życiu zostało według różnych źródeł 14 lub 15 mieszkańców. Zamek znów stracił na ważności, ale już w 1729 roku zaistniała potrzeba wybudowania magazynu wojskowego. Do końca I połowy XVIII wieku zamek służył jako twierdza, w której stacjonował garnizon wojskowy. W 1740 roku przeprowadzono kolejny remont adaptując wnętrza na aktualne potrzeby. Obiekt powoli zatracał walory militarne na rzecz wygodnej rezydencji. W roku 1787 nastąpiła likwidacja twierdzy Johannisburg. Zamek sprzedano, rozebrano umocnienia, a uzyskane w ten sposób grunty oddano z powrotem mieszczanom. W 1837 roku została rozebrana część budynków i murów obronnych.
Przez następne 100 lat piski zamek pozostał prawie w niezmienionej formie, aż do czasu II wojny światowej, kiedy Pisz został zniszczony w 75%, a wraz z nim prawie całkowicie zamek. W latach sześćdziesiątych XX wieku władze zdecydowały o rozbiórce resztek ruin. Jedynymi pozostałościami są fragmenty muru znajdującego się w parku nad rzeką Pisą.

## Prace archeologiczne
W 2004 roku na terenie, na którym niegdyś stała twierdza, prowadzone były prace archeologiczne mające na celu ustalenie dokładnych rysów zamku, a w przyszłości odbudowanie chociaż części budynku.

## Legenda
Z zamkiem piskim wiąże się legenda o przejściu podziemnym wiodącym do dawnego folwarku krzyżackiego w Łupkach. Przejście miało prowadzić pod dnem Pisy.